# Sony Pictures Releasing France
Sony Pictures Releasing (France) est une société franco-américaine de distribution de films fondée le 1er juillet 2007, à la suite de la dissolution du GIE Gaumont Columbia TriStar Films, qui avait été fondé le 1er juillet 2004.
Sony Pictures Releasing (France) assure la distribution cinématographique en France des films de sa société mère Sony Pictures Entertainment qui comprend les studios Columbia Pictures, TriStar Pictures, Screen Gems, Sony Pictures Classics, Sony Pictures Animation...
Une nouvelle structure de distribution cinématographique Gaumont Distribution a été créée également le 1er juillet 2007 à la suite de la dissolution du GIE Gaumont Columbia TriStar Films pour assurer la distribution des films de la société Gaumont en France.
Gaumont Columbia TriStar Films avait été créé à la suite de la dissolution de Gaumont Buena Vista International.